# All-American
All-American, auch All American, bezeichnet Sportler, die in einer bestimmten Saison im US-amerikanischen College- oder High-School-Sport in eine landesweite Bestenauswahl einer Sportart, der All-America, gewählt worden sind. Die All-American-Berufung entspricht grob dem All-Star-System der professionellen nordamerikanischen Sportligen; All-Americans werden jedoch nicht nur in Mannschafts-, sondern auch in Individualsportarten, wie Ringen, Leichtathletik oder Schwimmsport vergeben. Während die meisten Auswahlen vom jeweiligen Verband direkt oder durch eine von ihm organisierte Wahl offiziell bestimmt werden, gibt es für die beiden renommiertesten College-Mannschaftssportarten Football und Basketball konkurrierende und unterschiedlich anerkannte Auswahlen durch verschiedene Medien.

## Individualsportarten
Üblicherweise wird für Individualsportarten der All-American-Status vom jeweiligen Fachverband oder der NCAA an jeden Sportler vergeben, der sich unter den besten der US-College- bzw. High-School-Meisterschaften platzieren kann. So gelten bei Leichtathletik- und Schwimmmeisterschaften alle Endlaufteilnehmer (bei acht Teilnehmern) als All-Americans.

## Mannschaftssportarten
In Mannschaftssportarten werden die Spieler hingegen durch eine echte (Aus-)Wahl der ausgewählt, teilweise organisiert durch die NCAA, wie im Fußball. In den College-Hauptmannschaftssportarten Football und Basketball wählen dagegen verschiedene Organisationen, meist Sportredaktionen, aber auch z. B. Trainerverbände, eigene Auswahlen aus. Einige von diesen Listen werden von der NCAA anerkannt und in den eigenen Statistiken geführt, für den College Football sind das zurzeit die Auswahlen von Associated Press, der American Football Coaches Association, der Football Writers Association of America, der Sporting News sowie der Walter Camp Football Foundation. Wird ein Spieler in drei oder vier First Teams dieser Listen gewählt, so wird er immer als Consensus All-American bezeichnet. Wird er in alle fünf First Teams gewählt, so wird er als Unanimous All-American bezeichnet. Um Consensus All-American zu werden, sind je nach Position auch andere Wege möglich, jedoch immer mindestens zwei Wahlen in eines der fünf First Teams. Second Teams und Third Teams werden als Tie-Breaker genutzt. Für die Aufnahme in die College Football Hall of Fame ist eine Wahl in eines der von der NCAA anerkannten First All America Teams Voraussetzung.